# Lucky Number Slevin
Lucky Number Slevin is een misdaadfilm uit 2006, geregisseerd door Paul McGuigan en geschreven door Jason Smilovich.

## Verhaal
De film opent met een intro waarin meteen een aantal lugubere moorden plaatsvinden, waaronder een moord met een baseball. Belangrijk detail hierbij is dat bij deze moorden zogeheten 'books' van bookmakers (in de film omschreven als 'bookies') meegenomen worden. Wanneer het intro muziekje eindigt opent de film zich in een terminal, waar een ietwat vermoeide passagier plaats neemt in een van de vele stoeltjes en langzaam in slaap dommelt. Deze man, die later in de film onthuld wordt als ene Nick Fisher (Sam Jaeger), wordt uit zijn slaap gehaald door een gehandicapte man in een rolstoel (Bruce Willis) die zijn nostalgisch ei kwijt wil door te openen met de zin "There was a time". Half wakker en enigszins versuft antwoordt Nick met "four thirtyfive", met de indruk dat de man naar de tijd vroeg. De gehandicapte man maakt Nick duidelijk dat hij alleen wilde aanduiden dat er eens een tijd was. Nick vindt dit maar vreemd en eigenaardig gedrag en raakt zelfs lichtelijk geagiteerd wanneer de gehandicapte man wijst naar een bejaarde negroïde vrouw, die hij zelf omschrijft als "pretty fuckin' foxy". Vervolgens stelt de man zich voor als 'Smith', die ergens buiten New York woont. Zijn reden dat hij naar de stad is gekomen heeft te maken met een 'Kansas City Shuffle'. Om Smith te plezieren toont Nick zogenaamd interesse door te vragen wat dat inhoudt. Smith legt dit uit aan de hand van een voorbeeld.

### Het begint met een paard
Smith legt uit dat in de tijd dat er veel gewed werd op racepaarden men zich weleens wilde verzekeren van een overwinning van het paard waar men op wedde. Om dit te bewerkstelligen riep men 'The Doc' op, een dierenarts die in staat was doping toe te dienen aan dieren. Dit zijn uiteraard zaken die het daglicht niet mogen zien en daarom ook verzwegen dienen te worden. 'The Doc' was op dit punt minder professioneel. In een vrij-scene met een prostituee laat hij de naam vallen van het paard, die de prostituee opvangt en doorbelt naar een andere 'klant' van haar. De naam van het paard dwaalt wat rond tussen verschillende personen en belandt uiteindelijk bij Max (Scott Gibson). Max is een normale man met een gezin, die zijn saaie en beperkte leventje een beetje zat is. Hij ziet een kans om veel geld te verdienen door te wedden op dit paard en een bedrag in te zetten waar hij helemaal niet over beschikt, wetende dat de uitbetaling bij winst op dit paard 9 op 1 is. Hij gaat naar een bookmaker genaamd 'Roth' (Danny Aiello) die het plaatsen van zijn weddenschap tegenspreekt in de wetenschap dat wanneer Max verliest, hij geld verschuldigd is aan mensen waar niemand graag zaken mee doet. Max is eigenwijs en waagt toch de gok. Hij neemt zijn zoontje 'Henry' (Oliver Davis) mee naar de racebaan waar zijn race plaats zal vinden. Henry moet van Max in de auto blijven zitten omdat minderjarigen niet gerechtigd zijn een racebaan te betreden. Max aanschouwt de race, totaal nerveus, en ziet 'zijn' paard inhalen in de buitenbaan. Het paard neemt de leiding, maar valt vlak voor de finish dood neer. Max weet nu wat de consequenties zijn en gaat terug naar de auto. Zijn auto is echter ontvreemd en Henry is nergens te bekennen. Een onbekende man benadert Max en komt verhaal houden over het geld dat hij nu verschuldigd staat. Max incasseert een nekslag en raakt buiten bewustzijn. Hij komt weer bij zinnen in een pakhuis, omsingeld door leden van de maffia. Max wordt even later vermoord door verstikking in een plastic zak, terwijl Roth, zijn vrouw en zijn zoontje hetzelfde lot ondergaan. Hierbij eindigt Smiths verhaal, waarna Nick, compleet onder de indruk van het verhaal, vraagt waarom iedereen vermoord werd en daarna vraagt of dat de definitie is van een 'Kansas City Shuffle'. Smith zegt dat dat slechts de aanleiding was. Hij wijst vervolgens naar Nicks linkerkant, waar Nick ook naartoe kijkt. Smith zegt dat iedereen naar rechts kijkt, waarna Nick hetzelfde doet, en ziet dat Smith uit zijn rolstoel verdwenen is. Smith staat achter Nick en breekt zijn nek, hetgeen hem op slag doodt. Smith blijkt niet gehandicapt te zijn en zet Nick in zijn rolstoel die hij naar een vrachtwagen dirigeert. Smith rijdt weg in de vrachtwagen en in de volgende scene is een aanslag te zien op een donkere jongeman omringd door vele bodyguards.

### Brute pech
Vanaf dit punt wordt het hoofdpersoon 'Slevin' (Josh Hartnett) geïntroduceerd. Hij verblijft in een appartement die eigenlijk van Nick is en maakt op een kolderieke wijze kennis met het overbuurmeisje Lindsey (Lucy Liu), doordat zijn lichaam slechts bedekt is door een handdoek. Slevin zegt dat hij hier Nick zou ontmoeten, maar Nick nog niet is op komen dagen. Hij legt Lindsey uit dat het hem een beetje tegenzit, omdat hij zijn baan verloren heeft, zijn huis uit moest vanwege een insectenplaag, erachter kwam dat zijn vriendin vreemdging én ook nog eens beroofd werd van zijn portemonnee. Lindsey begrijpt niet waarom Nick er nog niet is en wil graag uitvinden hoe de vork in de steel steekt.
Lindsey moet echter, nadat zij Slevin zonder handdoek en ontbloot heeft gezien, naar haar werk. Wanneer Slevin zich weer naar de badkamer begeeft wordt er opnieuw op de deur geklopt, ditmaal door handlangers van een maffiabaas die denken dat hij Nick Fisher is. Zij komen hem ophalen omdat deze maffiabaas nog een appeltje met hem te schillen heeft.
Slevin wordt naar een oud flatgebouw gebracht waar een maffiabaas genaamd 'The Boss' (Morgan Freeman) in het penthouse woont. The Boss legt Slevin uit dat hij hem 96.000 dollar verschuldigd is. Slevin beschikt bij lange na niet over dergelijke bedragen en ziet zichzelf genoodzaakt hem de schuld kwijt te laten schelden in ruil voor een wederdienst: hij moet de homoseksuele zoon Yitzchok (Michael Rubenfeld) van rivaliserend bendeleider 'The Rabbi' (Ben Kingsley) vermoorden, omdat de zoon van The Boss vermoord is (in de intro te zien) en hij zijn rivaliserende collega daarvan verdenkt.
Wanneer Slevin weer thuis is kan hij niet lang van zijn rust genieten. Hij wordt wederom opgehaald, alleen ditmaal door handlangers van The Rabbi. Ook The Rabbi ziet Slevin voor Nick Fisher aan, maar heeft hier toch twijfels bij. Hij zegt Slevin dat hij hem 33.000 dollar schuldig staat en 48 uur de tijd heeft dit bedrag op te hoesten.
Beide maffiabazen worden geschaduwd door een mysterieuze huurmoordenaar die nog een rekening te vereffenen heeft met Slevin. Als deze man zich er ook nog eens mee gaat bemoeien wordt het verhaal behoorlijk complex en komt top-rechercheur Brikowksi (Stanley Tucci) met zijn collega's in actie om uit te zoeken wat Slevin toch bij beide maffiabazen moet. Later in de film blijkt ook dat de huurmoordenaar en Slevin meer met elkaar te maken hebben en Slevin helemaal niet zo klunzig en naïef is als hij lijkt.

## Rolverdeling
- Josh Hartnett als Slevin Kelevra
- Bruce Willis als Mr. Goodkat / Smith
- Lucy Liu als Lindsey
- Morgan Freeman als The Boss
- Ben Kingsley als The Rabbi
- Michael Rubenfield als De Fee
- Peter Outerbridge als Det. Dumbrowski
- Stanley Tucci als Det. Brikowski
- Kevin Chamberlin als Marty
- Dorian Missick als Elvis
- Mykelti Williamson als Sloe
- Scott Gibson als Max
- Daniel Kash als Bewaker #1
- Dmitry Chepovetsky als Bewaker #2
- Sam Jaeger als Nick Fisher
- Danny Aiello als Roth
- Oliver Davis als Henry
- Corey Stoll als Saul
- Howard Jerome als Abe
- J. D. Jackson als Mugger
- Jennifer Miller als Slevins vriendin Kelly
- Sebastian Roberts als Man
- Robert Forster als Murphy
- Shira Leigh als Hottie
- Janet Lane als Blondie
- Nicholas Rice als Doc
- Bernard Kay als Morty
- Sam Stone als Oude Ober
- Darren Marsman als Slim Hopkins
- Gerry Mendicino als Benny Begin
- Diego Klattenhoff als Ginger
- Rick Bramucci als Soldier
- Victoria Fodor als Helen
- George Michael als barzanger (uncredited cameo)